# انحدار صلب
الانحدار الصلب Durotaxis هو شكل من أشكال الهجرة الخلوية، تسترشد فيه الخلايا بتدرجات الصلابة التي تنشأ من الخصائص الهيكلية المختلفة للنسيج البيني خارج الخلية (ECM). تهاجر معظم الخلايا الطبيعية باتجاه تدرجات الصلابة الأعلى.

## تاريخ أبحاث الانحدار الصلب
تتطلب عملية الانحدار الصلب خلية قادرة على تحسس البيئة بشكل فعال، ومعالجة التحفيز الميكانيكي، وتنفيذ الاستجابة. في الأصل، كان يُعتقد أن هذه الظاهرة عبارة عن خاصية متزوية ناشئة، يتطلب حدوثها وجود حلقة حسية معقدة تعتمد على اتصال العديد من الخلايا المختلفة. ومع ذلك، مع التطور العلمي ذو الصلة في أواخر الثمانينيات وطوال التسعينيات، أصبح من الواضح أن الخلايا المفردة تمتلك القدرة على فعل الشيء نفسه. كانت الملاحظات الأولى للانحدار الصلب في الخلايا المعزولة هي أن المحفزات الميكانيكية يمكن أن تسبب بدء واستطالة المحاور في الخلايا العصبية الحسية والدماغية للفراخ وتحفيز الحركة في الخلايا المتقرنة الموجودة سابقًا في البشرة السمكية. ولوحظ أيضًا أن تصلب الأدمة يؤثر على صلابة الهيكل الخلوي، وتجميع ألياف الفبرونيكتين، وقوة تفاعلات الإنتغرين والهيكل الخلوي، والتشكل ومعدل الحركة، وكل ذلك يتأثر بهجرة الخلايا.
باستخدام المعلومات من الملاحظات السابقة، صاغ لو وزملاؤه فرضية أن الخلايا الفردية يمكنها اكتشاف تصلب الركيزة من خلال عملية استكشاف لمسية نشطة، إذ تمارس الخلايا قوى مقلصة وقياس التشوه الناتج في الركيزة. وبدعم من تجاربهم الخاصة، صاغ هذا الفريق مصطلح «الانحدار الصلب» في ورقتهم في مجلة بيوفيزيكال جورنال في عام 2000. تدعم الأبحاث الحديثة الملاحظات السابقة ومبدأ الانجذاب العمري، مع استمرار الأدلة على انتقال الخلايا إلى تدرجات الصلابة والتغيرات المورفولوجية المعتمدة على الصلابة.